# Ferrovia dei Tauri
Ferrovia dei Tauri (in tedesco Tauernbahn) è il nome attribuito alla linea ferroviaria austriaca che collega Schwarzach im Pongau nel Salisburghese e Spittal an der Drau in Carinzia. Fa parte del più importante collegamento nord-sud (Magistrale) dell'Europa ed ha una grande valenza turistica per la valle di Gastein.
La ferrovia è lunga 79 chilometri e presenta le classiche caratteristiche di una ferrovia di montagna. Valica gli Alti Tauri raggiungendo una acclività massima, dopo le rettifiche di tracciato - doppio binario ma curve tagliate, del 28 per mille. Il punto più alto viene attraversato mediante una galleria della lunghezza di 8371 m detta Tauerntunnel.

## Storia
La costruzione della ferrovia venne prevista dalla monarchia asburgica per collegare al porto di Trieste il nord industriale del paese, ancora sotto il monopolio della privata Südbahn e come collegamento diretto a Vienna. Contemporaneamente gli impianti portuali obsoleti di Trieste avrebbero dovuto essere aggiornati. Venne coinvolto in tale piano di riordino del traffico anche la Bohinjbahn, Villach-Rosenbach e la Pyhrnbahn. Per la progettazione e la supervisione della ferrovia dei Tauri venne incaricato l'ingegnere Karl Wurmb a cui, nel 1913, venne dedicato un monumento a Salisburgo.
La costruzione della ferrovia dei Tauri iniziò con gli scavi sul versante nord del Tauern Tunnel nel luglio 1901 e nel mese di ottobre dello stesso anno sul versante sud.
Il 5 luglio 1909 alla presenza dell'imperatore Francesco Giuseppe I avvenne l'inaugurazione con trazione a vapore.
L'elettrificazione della linea fu fatta nel periodo 1933-1935. Fino ad allora nel tunnel dei Tauri era necessaria la ventilazione artificiale.
In seguito all'aumento del traffico dal 1969 in poi furono avviati i lavori di adeguamento a doppio binario con parziali rettifiche di tracciato. Alla fine del 2009 sulla rampa sud fu completata l'ultima tratta Kolbnitz-Pusarnitz a doppio binario.

## Percorso

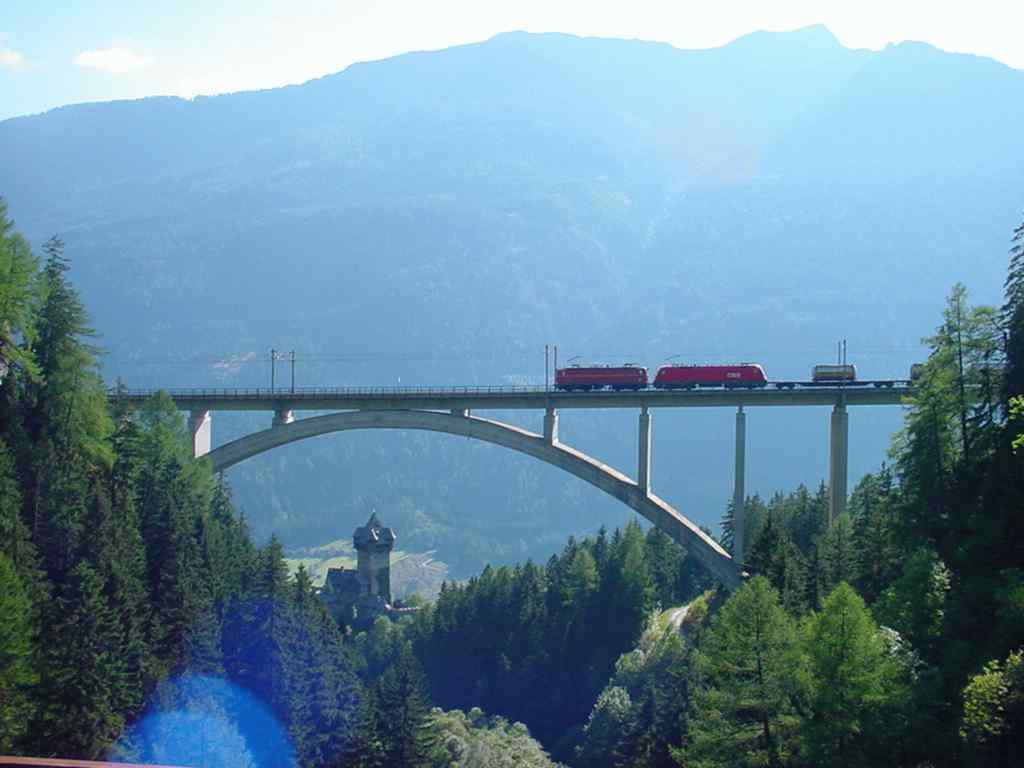
Il ponte di Falkenstein

|  | Continuation backward |

|  | Station on track |

| Unknown route-map component "CONTgq" | Unknown route-map component "ABZgr" |  |  |  |

|  | Unknown route-map component "eABZgl" | Unknown route-map component "exSTR+r" |  |  |

|  | Straight track | Unknown route-map component "exTUNNEL1" |  |  |

|  | Enter and exit tunnel | Unknown route-map component "exSTR" |  |  |

|  | Enter and exit tunnel | Unknown route-map component "exSTR" |  |  |

|  | Unknown route-map component "eABZg+l" | Unknown route-map component "exSTRr" |  |  |

|  | Non-passenger station/depot on track |

|  | Small non-passenger station on track |

|  | Unknown route-map component "KMW" |

| 7.103 |
| 7.422 |

|  | Enter and exit tunnel |

|  | Enter and exit tunnel |

|  | Unknown route-map component "KMW" |

| 9.292 |
| 9.337 |

|  | Unknown route-map component "eHST" |

|  | Unknown route-map component "hKRZWae" |

|  | Station on track |

|  | Station on track |

|  | Unknown route-map component "eHST" |

|  | Small non-passenger station on track |

|  | Unknown route-map component "xABZgl" | Unknown route-map component "STR+r" |  |  |

|  | Unknown route-map component "exhKRZWae" | Unknown route-map component "hKRZWae" |  |  |

|  | Unknown route-map component "exSTR" | Straight track |  |  |

|  | Unknown route-map component "xABZg+l" | One way rightward |  |  |

|  | Non-passenger station/depot on track |

|  | Small non-passenger station on track |

|  | Unknown route-map component "KMW" |

| 27.840 |
| 27.900 |

|  | Station on track |

|  | Unknown route-map component "hKRZWae" |

|  | Unknown route-map component "hKRZWae" |

|  | Station on track |

|  | Unknown route-map component "KMW" |

| 34.200 |
| 34.204 |

|  | Unknown route-map component "tSTRa" |

|  | Unknown route-map component "tGIPl" |

|  | Unknown route-map component "tSTRe" |

|  | Unknown route-map component "eHST" |

|  | Small non-passenger station on track |

|  | Unknown route-map component "hKRZWae" |

|  | Small non-passenger station on track |

|  | Station on track |

| Unknown route-map component "exSTR+l" | Unknown route-map component "eABZgr" |  |  |  |

| Unknown route-map component "exTUNNEL1" | Straight track |  |  |  |

| Unknown route-map component "exSTR" | Unknown route-map component "tSTRa" |  |  |  |

| Unknown route-map component "exSTR" | Unknown route-map component "tÜST" |  |  |  |

| Unknown route-map component "exBHF" | Unknown route-map component "tSTR" |  |  |  |

| Unknown route-map component "exSTR" | Unknown route-map component "tSTRe" |  |  |  |

| Unknown route-map component "exTUNNEL1" | Straight track |  |  |  |

| Unknown route-map component "exSTRl" | Unknown route-map component "eKRZ" | Unknown route-map component "exSTR+r" |  |  |

|  | Enter and exit tunnel | Unknown route-map component "exSTR" |  |  |

|  | Straight track | Unknown route-map component "exTUNNEL1" |  |  |

|  | Straight track | Unknown route-map component "exTUNNEL1" |  |  |

|  | Unknown route-map component "hSTRae" | Unknown route-map component "exSTR" |  |  |

|  | Straight track | Unknown route-map component "exTUNNEL1" |  |  |

|  | Stop on track | Unknown route-map component "exSTR" |  |  |

|  | Straight track | Unknown route-map component "exTUNNEL1" |  |  |

|  | Straight track | Unknown route-map component "exTUNNEL1" |  |  |

|  | Unknown route-map component "hKRZWae" | Unknown route-map component "exSTR" |  |  |

|  | Straight track | Unknown route-map component "exTUNNEL1" |  |  |

|  | Unknown route-map component "hKRZWae" | Unknown route-map component "exSTR" |  |  |

|  | Straight track | Unknown route-map component "exTUNNEL1" |  |  |

|  | Straight track | Unknown route-map component "exTUNNEL1" |  |  |

|  | Unknown route-map component "eABZg+l" | Unknown route-map component "exSTRr" |  |  |

|  | Unknown route-map component "KMW" |

| 57.942 |
| 58.300 |

|  | Station on track |

|  | Unknown route-map component "hKRZWae" |

|  | Unknown route-map component "hKRZWae" |

|  | Unknown route-map component "hKRZWae" |

|  | Station on track |

|  | Track change |

|  | Stop on track |

|  | Unknown route-map component "eBHF" |

|  | Station on track |

|  | Small non-passenger station on track |

| Unknown route-map component "CONTgq" | Unknown route-map component "ABZg+r" |  |  |  |

|  | Station on track |

|  | Continuation forward |